# بلغار، پاکستان
بلغار (به انگلیسی: Balghar) یک منطقهٔ مسکونی در پاکستان است که در گلگت-بلتستان واقع شده‌است.